# Stanisław Fanti
Stanisław de Biasco Fanti (ur. 1841 w Kampiołkach, zm. między 1914 a 1916 we Lwowie) – powstaniec styczniowy, urzędnik.

## Życiorys
Urodził się w 1841 w Kampiołkach w guberni radomskiej. Przed 1863 był podinspektorem ruchu w Kolei Warszawsko-Petersburskiej.
Działał w konspiracji na obszarze Królestwa i Litwy. Podczas powstania styczniowego 1863 walczył w oddziale Władysława Wilkoszewskiego. Brał udział w bitwie pod Mężeninem, gdzie odniósł rany głowy. Po wyleczeniu służył jako setnik w żandarmerii pod komendą Jana Karłowicza ps. Janek Biały. W powstaniu 1863 brał udział też Wacław de Biasco Fanti (ur. 1838), późniejszy urzędnik prywatny w Paryżu.
Po upadku powstania udał się na emigrację. Pracował w kolei lyońskiej we Francji. W trakcie wojny francusko-pruskiej (1870-1871) udzielał się w Towarzystwie Genewskim Czerwonego Krzyża. W 1872 osiadł w Galicji. Od około 1879 do około 1906 sprawował stanowisko rządcy Zakładu Krajowego dla Obłąkanych w Kulparkowie pod Lwowem.
10 maja 1891 został wybrany członkiem zarządu Powiatowej Kasy Chorych we Lwowie. Był przełożonym zarządu Spółki Oszczędności i Pożyczek w Kulparkowie, a 25 lipca 1913 został dodatkowo został wybrany członkiem dyrekcji. Do końca życia był członkiem Towarzystwa Wzajemnej Pomocy Uczestników Powstania z r. 1863-4. Zmarł pomiędzy 1914 a styczniem 1916 we Lwowie. Został pochowany na Cmentarzu Łyczakowskim we Lwowie.